# 1905 (musikgrupp)
1905 var ett band från Washington DC som spelade screamo och melodisk hardcore med politiska texter. De spelade mellan 2000 och 2006 då de splittrades. Deras diskografi är ytterst liten och består av en CD (Voices), en självtitlad EP och en split EP med Amanda Woodward.

## Diskografi
Album
- 2004 – Voice

EP
- 2002 – 1905 (Demo)

Singel
- 2004 – A Fond De Cale / Lingua Franca (delad singel: Amanda Woodward / 1905)